# 高橋実 (作家)
高橋 実（たかはし みのる、1940年7月4日 - 2023年9月26日）は、日本の郷土史家、小説家。『北方文学』同人。

## 人物・来歴
新潟県刈羽郡上小国村楢沢生まれ。長岡高等学校卒、1963年新潟大学教育学部卒。「北越雪譜」の著者・鈴木牧之を在学中から研究し、1964年牧之を題材とした「雪残る村」（『文学北都』）で第52回芥川賞候補。新潟県内の中学校教諭、新潟県立小千谷西高等学校、新潟県立小千谷高等学校教諭を長年務め、2001年定年退職。新潟県の地方文化人として、新潟県民俗学会常任理事、『十日町市史』調査員や県立新潟女子短期大学非常勤講師を歴任する。

## 著書
- 『雪残る村』（第一小説集）新潟日報事業社　1974
- 『紙の匂い』（第二小説集）越書房　1980
- 『北越雪譜の思想』越書房　1981
- 『さつきの花』（第三小説集）越書房制作室　1990
- 『座右の鈴木牧之』野島出版　2003
- 『越後山襞の語りと方言』雑草出版　2007
- 『木喰仏を巡る旅』新潟日報事業社　2011
- 『雪の山里に住み継ぐ 随筆集』雑草出版　2011
- 『枝雪弾く』（第四小説集）雑草出版　2015

### 編著
- 鈴木牧之、山東京山『北越雪譜』井上慶隆共校註　野島出版　1970
- 『鈴木牧之全集』宮栄二, 井上慶隆共編. 中央公論社, 1983.7
- 『越後小国氏の事蹟 研究と資料』編　小国町観光協会よっていがんかい　2011
- 『小国の名力士資料集』編　小国文化フォーラム　2011
- 『楢沢川一掬 長岡市小国町楢沢集落史』編　雑草出版 (印刷)2012

## 参考
- 『北越雪譜の思想』著者紹介
- 高橋実プロフィール　※高橋実のHP「高橋実の本棚」は本人の死去により2023年末に閉鎖しました。
- 芥川賞のすべて・のようなもの - ウェイバックマシン（2010年2月1日アーカイブ分）